# Pia Olsen Dyhr
Pia Olsen Dyhr (født 30. november 1971 i Vallensbæk) er en dansk politiker, der siden 2014 har været formand for Socialistisk Folkeparti. Hun har været medlem af Folketinget siden folketingsvalget 2007 og var handels- og investeringsminister 2011-2013 og transportminister 2013-2014 i regeringen Helle Thorning-Schmidt I.

## Baggrund
Pia Olsen Dyhr voksede op i Vallensbæk på Københavns Vestegn med sin lillebror, en mor der var rengøringsassistent og en far, der var udlært snedker og arbejdede i DSB. Dyhr er uddannet cand.scient.pol. og har bl.a. arbejdet som politisk koordinator for CARE Danmark og som koordinator for Danmarks Naturfredningsforening.
Hun har desuden været næstformand for Mellemfolkeligt Samvirke og formand for 92-gruppen Forum for Bæredygtig udvikling. Derudover har Pia Olsen Dyhr været medlem af Handelshøjskolens tænketank Forum Europa og Nævnet vedrørende EU-oplysning.
Pia Olsen Dyhr er gift med Villy Dyhr, forbundssekretær i HK/Danmark. Parret er bosat i Brønshøj, og de har tilsammen tre piger.

## Politisk karriere
Pia Olsen var landsformand for Socialistisk Folkepartis Ungdom fra 1996 til 1998. I 2005 stillede hun op til posten som formand for SF, men tabte i et kampvalg til Villy Søvndal, som fik 59 % af stemmerne i en urafstemning mod Olsens 33 %.
Ved folketingsvalget 2007 blev Olsen valgt i Nordsjællands Storkreds med 3.307 personlige stemmer. Hun blev efterfølgende bl.a. udpeget som partiets trafikordfører.
I oktober 2011 blev Pia Olsen Dyhr udnævnt til handels- og investeringsminister i Helle Thorning-Schmidts regering. Som minister var hun med til at sætte særligt fokus på dansk eksport til de nye vækstlande (BRIK) samt at vedtage en ny handelspolitisk strategi med fokus på grøn omstilling. I forbindelse med en ministerrokade i august 2013 blev hun udnævnt til transportminister. I hendes tid som transportminister blev den politiske aftale, der førte til Togfonden DK, indgået.
I januar 2014 meddelte SF's daværende formand Annette Vilhelmsen, at partiet trådte ud af regeringen, og at hun selv trådte tilbage som formand. Måneden efter blev Pia Olsen Dyhr udnævnt som ny partiformand, valgt uden modkandidat.
Ved folketingsvalget 2015 var Pia Olsen Dyhr opstillet i Københavns Storkreds, hvor hun blev genvalgt til Folketinget med 9.575 personlige stemmer.
Pia Olsen Dyhr modtog i 2014 Folkemødets dialogpris.

## Kontrovers
I september 2020 berettede bl.a. Ekstra Bladet og TV 2, at Dyhr havde ladet sin datter skifte til en privatskole i 7. klasse, da datterens hidtidige folkeskoleklasse ikke fungerede godt. Det skete, selvom Dyhr tidligere i 2017 havde udtalt, at den danske folkeskole er en ”hjørnesten i vores velfærdssamfund”, og at udviklingen, hvor elever og lærere forlod folkeskolen til fordel for privatskoler, måtte vendes.

## Publikationer af Pia Olsen Dyhr
- Bidragsyder til bogen EU forfatningen, Charlotte Antonsen og Peter la Cour, red.: 2004.
- Kvinder ind i eliten – EU, køn og demokrati, Nyt Europa, 1999.
- De danske undtagelser, publikation udgivet af Rådet for europæisk politik.

Dyhr er portrætteret i bogen Pia Olsen Dyhr – Mønsterbrud og opbrud af journalisten Thomas Larsen, der udkom i 2018.